# ایرینا دزیوبا
ایرینا دزیوبا (به انگلیسی: Irina Dzyuba) ژیمناست زادهٔ ۱۶ دسامبر ۱۹۸۰ میلادی اهل کشور روسیه است.